# Drongelen

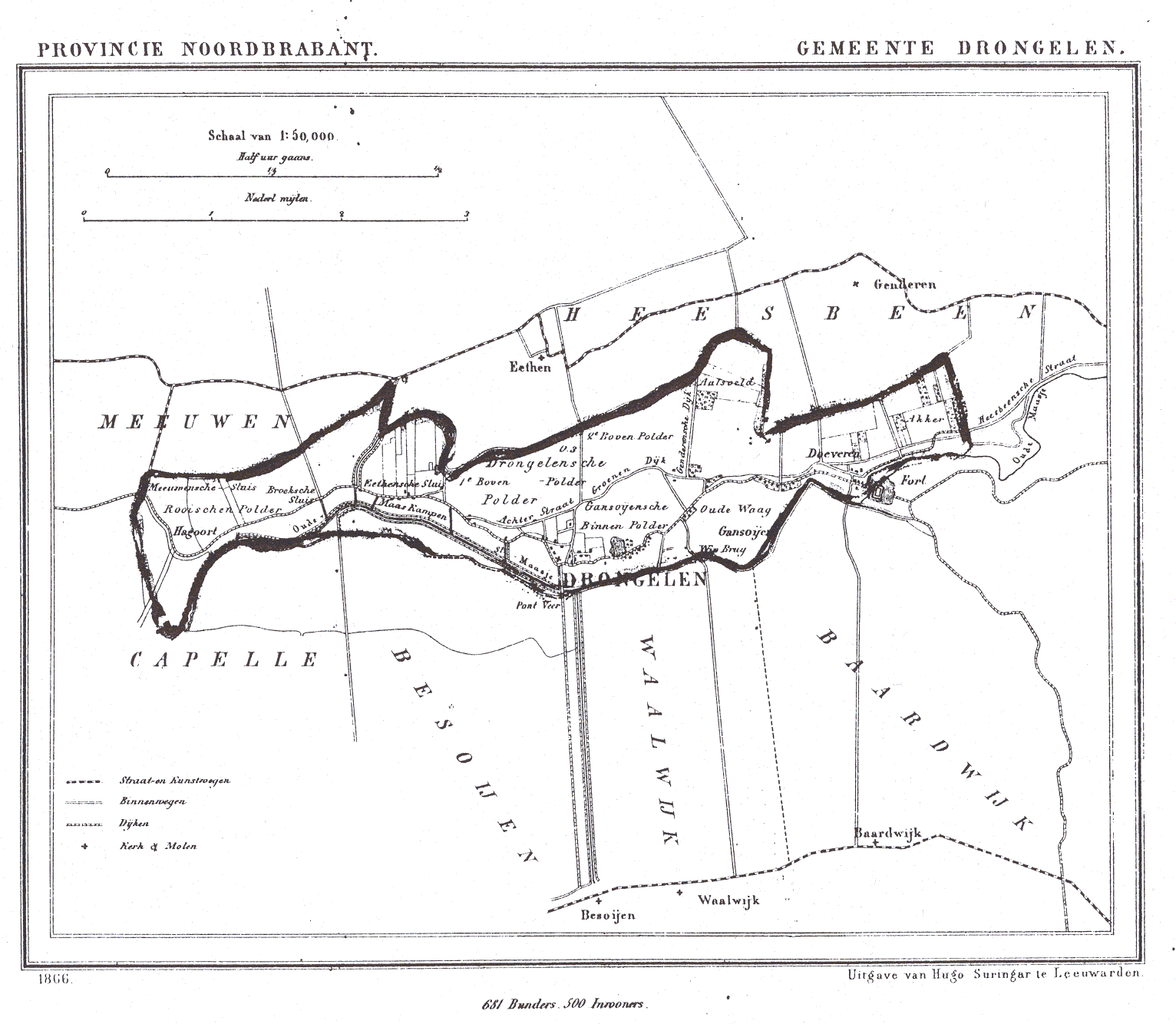
Drongelen in 1866

Drongelen is een dorp  in de Nederlandse gemeente Altena in de provincie Noord-Brabant. Het is een van de benedendorpen van het Land van Heusden. Drongelen telde in 2023 435 inwoners.

## Geschiedenis
Vanaf 1814 behoorde Drongelen tot de gemeente Drongelen, Haagoort, Gansoijen en Doeveren. Door de aanleg van de Bergsche Maas, een werk dat in 1904 was voltooid, werd Doeveren afgesneden van de rest van de gemeente en verdwenen Gansoyen en Hagoort van de kaart. Niettemin werden Drongelen en Doeveren in 1923 beide bij de gemeente Eethen gevoegd. Pas in 1973, toen Doeveren bij Heusden werd gevoegd, kwam er een einde aan deze situatie en werd de Bergsche Maas ook de gemeentegrens.
Reeds in de Middeleeuwen stond er een kerk in Drongelen. Deze werd in 1509 bij een dijkdoorbraak verwoest. Hierbij ontstond een wiel en de volksoverlevering wil dat bij lage waterstand de torenspits te zien zou zijn en men de klok kon horen luiden. Drongelen had nu echter geen kerk meer en de Reformatie veranderde daar niets aan. Men kerkte voortaan in Eethen.

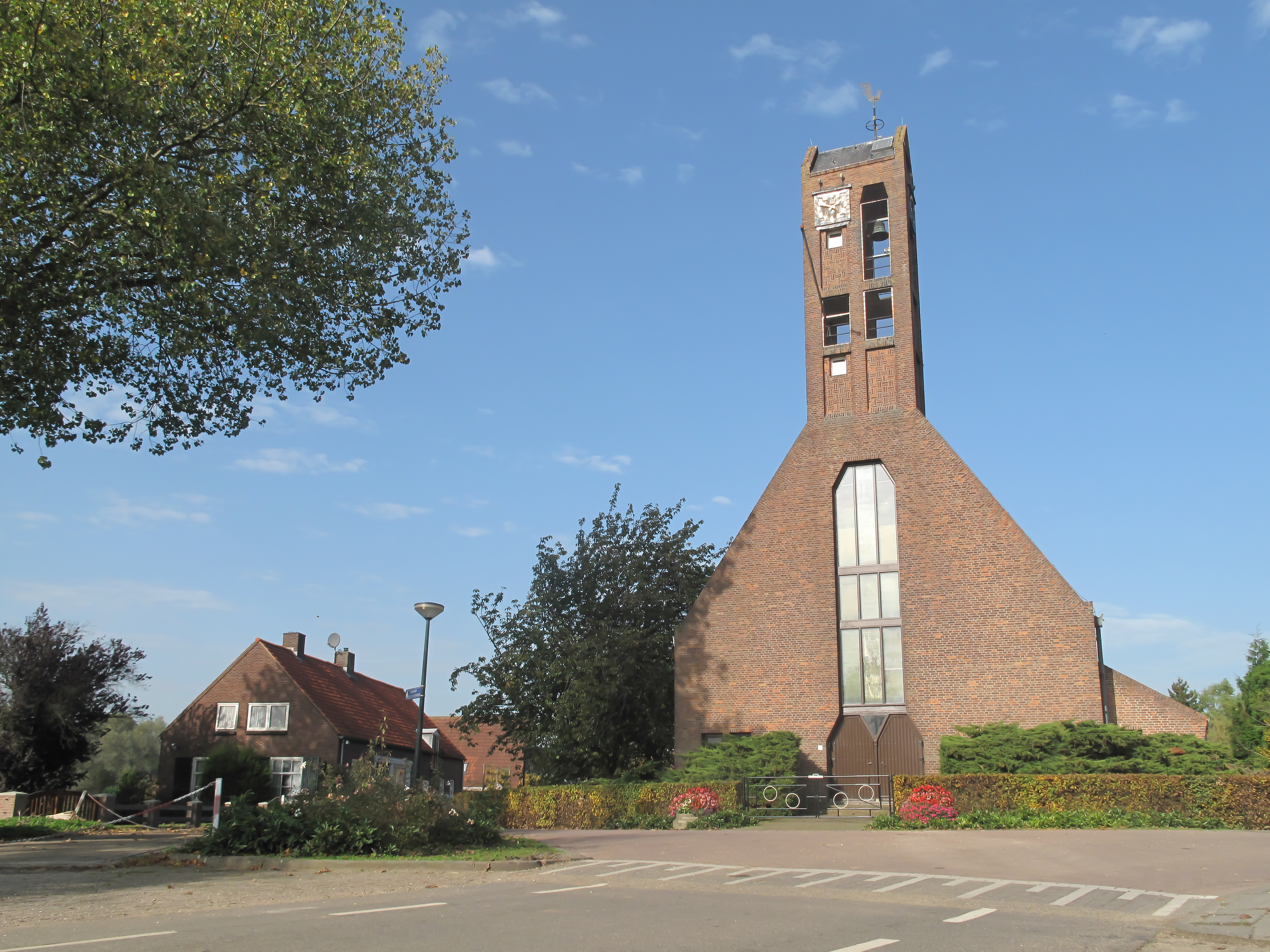
Drongelen, kerk

Bij de invasie van de Fransen in 1672 was het een zekere Jan Boll, die paarden aan het Franse leger leverde. Hoewel het lang duurde voordat de Fransen tot betaling overgingen, kreeg Jan Boll het verschuldigde geld en liet daar in 1700 een kerk van bouwen. Aan de buitenkant bevond zich een gedenksteen met het familiewapen van Boll. In de Tweede Wereldoorlog zijn in Drongelen vrijwel alle huizen verwoest. Door de ligging van Drongelen aan de Bergsche Maas, in 1944 de frontlinie, kwam het dorp onder vuur te liggen van Geallieerd geschut. Ook de kerk werd toen verwoest.
De bewoners van Drongelen moesten hun toevlucht nemen tot een houten noodkerk, welke in 1946 door Zweedse geloofsgenoten was geschonken. In 1951 kwam een nieuwe, bakstenen kerkgebouw gereed. Architect was Cornelis Wilhelmus Schaling. De noodkerk verhuisde naar Amstelveen. Op de kerktoren van het dorp woonde vanaf 1964 tot in de jaren 90 een familie ooievaars. Het orgel stamt uit 1987 en werd vervaardigd door de firma Pels & Van Leeuwen te 's-Hertogenbosch.
In Drongelen heeft ook nog een Christelijke Afgescheiden Gemeente bestaan die in 1836 zou zijn opgericht en enkele tientallen mensen omvatte. Er was sprake van ongeoorloofde godsdienstoefeningen en oproerige preken, aldus althans de toenmalige gezagsdragers. Enkele jaren later, toen de gemeente officieel erkend zou worden, bleek ze toch te klein om zelfstandig voort te bestaan .

## Natuur en landschap
Drongelen ligt aan het Oude Maasje en op de noordoever van de Bergsche Maas. Ter hoogte van Drongelen is ook een veerpont over de Bergsche Maas, die de plaats met Waalwijk verbindt. De Eindse Straat volgt het Oude Maasje, dat echter onderbroken wordt door de bedding van de in 1904 voltooide Bergsche Maas. Het Oude Maasje vervolgt op de zuidoever van deze gegraven bedding haar loop. In westelijke richting, nabij het voormalige Hagoort, wordt het Oude Maasje opnieuw onderbroken en vervolgt daar eveneens haar weg op de zuidoever van de Bergsche Maas.
Drongelen wordt verder geheel omgeven door grootschalig landbouwgebied op rivierklei.

## Veerpont
In het Drongelse Veer werd voorzien middels de Maasmondwet uit 1883. Men wilde immers het isolement van de streek ten noorden van de nieuw te graven Bergsche Maas voorkomen. Het Drongelse Veer was één der drie gratis veerponten waarin was voorzien. In 1883 werd een dienstwoning gebouwd. In 1894 kwam er een kabelpont die voorzien was van een ontploffingsmotor welke liep op petroleum, voor die tijd een betrekkelijk unicum. Helaas ontplofte de motor in 1895 daadwerkelijk, waarop de boot door een stoomveer werd vervangen. Daarom werd in 1901 ook een steekkolenloods gebouwd, terwijl er in 1902 een tweede dienstwoning kwam.

## Nabijgelegen kernen
Waalwijk, Genderen, Eethen, Meeuwen